# Трофименко, Николай Валерьевич
Трофименко Николай Валерьевич (род. 8 апреля 1985, Мариуполь) — доктор политических наук, доцент. Ректор Мариупольского государственного университета с 4 ноября 2020 года, заслуженный работник образования Украины (2020).

## Биография

### Образование
В 2002 году окончил Мариупольскую общеобразовательную школу № 41 и поступил в Мариупольский государственный университет на специальность «Международные отношения» (2002—2008). После окончания магистратуры он поступил в аспирантуру, которую также успешно завершил, защитив кандидатскую диссертацию в Институте политических и этнонациональных исследований им. И. Ф. Кураса и получив степень кандидата политических наук (2011). С 2014 года — доцент кафедры международных отношений и внешней политики МГУ.
Свободно владеет английским и новогреческим языками.

### Деятельность
С 2007 по 2011 год — заведующий отделом международных связей МГУ.
С 2011 по 2020 год — проректор по научно-педагогической работе (международные связи) МГУ.
С 2008 года преподает на кафедре международных отношений и внешней политики МГУ.
С 2018 по 2020 год — советник Председателя Донецкой областной государственной администрации — руководителя областной военно-гражданской администрации, руководитель Мариупольского офиса Донецкой областной государственной администрации.
2018 год — Участник программы Государственного Департамента США «Институт по американистике по вопросам формирования политики в области национальной безопасности 2018» (Университет Делавэра).
С 2019 по 2020 год — участник проекта «Инновационный университет и лидерство. Фаза V: Интердисциплинарность и межотраслевые стратегии развития университета» (Республика Польша).
В октябре 2020 года Николай Трофименко был выбран депутатом Мариупольского городского совета VIII созыва от политической партии «Блок Вадима Бойченка». В городском совете он вошел в депутатскую фракцию «Блок Вадима Бойченка» и возглавил постоянную комиссию городского совета по вопросам образования, культуры, духовного возрождения, молодежи и спорта.
С декабря 2020 занимает должность ректора Мариупольского государственного университета. На момент подписания контракта стал самым молодым руководителем государственного учреждения высшего образования Украины.
30 июля 2021 года на общих сборах гражданской организации «Союз ректоров высших учебных заведений Украины» Николай Трофименко был выбран заместителем головы и членом президии организации.
В августе 2021 года взял участие в программе Хьюберта Хамфри Государственного Департамента Соединенных Штатов Америки в Университете Вашингтона.
В августе 2021 года указом Президента Украины Николай Трофименко был включен в состав Совета Фонда Президента Украины по поддержке образования, науки и спорта. Членами совета стали 20 работников науки и образования, которые являются опытными специалистами в определенных сферах, имеют безупречную репутацию и высокий социальный авторитет. Фонд создан с целью поддержки талантливой молодежи для получения современного образования, участия в международных стажировках и проведения научных исследований, а также реализации проектов в сфере образования, науки и спорта.
Автор более 150 научных работ, в том числе учебников, монографий, научных статей в отечественных и зарубежных изданиях. Сфера его научных интересов охватывает вопросы внешней политики государств мира, публичной и общественной дипломатии, глобализации, антиглобализации, функционирования дипломатической и консульской службы и т. п.
С 2015 года член Совета директоров Европейской организации публичного права (Афины, Греческая Республика).

### Личная жизнь
Женат, есть сын.

## Награды и звания
- Именной стипендиат адвоката Христоса Манеаса (Греческая Республика — 2005,2007)
- Победитель городских конкурсов: «Будущее Мариуполя — 2005», «Будущее Мариуполя — 2007», «Мариуполец года — 2015»[8]
- Благодарность Мариупольского городского головы (2006)
- Грамота Министерства образования и науки Украины (2006,2007)
- Стипендиат Президента Украины (2006)
- Именной стипендиат Донецкого областного совета (2009)
- Почетная грамота Министерства образования и науки, молодежи и спорта Украины (2011)
- Победитель конкурса Донецкой областной государственной администрации «Молодой человек года 2013»
- Ценный подарок от Председателя Верховной Рады Украины (2014)
- Стипендиат Кабинета Министров Украины как молодой ученый (2014—2016)
- Почётная грамота Кабинета Министров Украины (2017)
- Заслуженный работник образования Украины (2020) (Указ Президента Украины № 186 / 2020 от 15.05.2020)[9]
- Кавалер ордена «За заслуги перед Литвой» (15 февраля 2024 года, Литва)[10].